# Mitreola petiolatoides
Mitreola petiolatoides är en tvåhjärtbladig växtart som beskrevs av Ping Tao Li. Mitreola petiolatoides ingår i släktet Mitreola och familjen Loganiaceae. Inga underarter finns listade i Catalogue of Life.